# ストカ
ストカ（ロシア語: Сутка）はロシア・ヤロスラヴリ州ブレイトヴォ地区(ru)の村（セロ）である。
ショブラ川(ru)にクリマ川が流入する地点にあり、人口は2007年の時点で216人、2010年は165人。かつては読みが同じ Судка （転写ではスドカ）と綴られており、中世には、プロゾロフ公国から分離したスドカ公国の首都であった。また、スドカ公国の統治者スドカ公家は、後にモスクワ大公国に仕えるスドスキー家(ru)となった。